# Macroporpa
Macroporpa är ett släkte av tvåvingar. Macroporpa ingår i familjen gallmyggor.
Kladogram enligt Catalogue of Life:
| Macroporpa | \| \| Macroporpa peruviana \| \| \| \| \| \| Macroporpa ulei \| \| \| \| |
|            | \| \| Macroporpa peruviana \| \| \| \| \| \| Macroporpa ulei \| \| \| \| |
|            | Macroporpa peruviana                                                     |
|            |                                                                          |
|            | Macroporpa ulei                                                          |
|            |                                                                          |